# Pop it
Pop it ou "desestressador" é essencialmente uma bandeja à base de silicone com "bolhas" de meia esfera que podem ser empurradas, emocionando as crianças com o som de estouro resultante." Uma vez que a "bolha" é empurrada para baixo, ela pode ser empurrada de volta para cima, também resultando no mesmo som. Todas as "bolhas" fazem o mesmo som quando empurradas. Os brinquedos são vendidos em vários formatos, incluindo retângulos, círculos, mãos, unicórnios, entre outros. Eles também vêm em uma variedade de tamanhos e cores. Além do simples ato de estourar, jogos de vários tipos são jogados com os brinquedos.
Eles foram um sucesso passageiro em 2020/2021. Em maio, a BBC relatou que houve 2,5 bilhões de visualizações em uma plataforma de visualização de vídeo, TikTok. Um brinquedo semelhante é o Simple Dimple. A diferença é que as "bolhas" são geralmente menores e podem ter tamanhos diferentes.

## Origem
O pop-it original foi ideia de dois designers de jogos: Theo e Ora Coster.
O primeiro pop-it teve uma inspiração trágica, quando a irmã de Ora, uma artista, morreu de câncer de mama em 1974. Ora contava que teve a ideia em um sonho.
"Ela foi até ele e disse: faça um tapete de mamilos para você apertar de um lado para o outro. E ele fez exatamente isso."
A dupla produziu alguns protótipos, mas a ideia não deu em nada, em parte porque o tipo de silicone com a qual os pop-its de hoje são feitos ainda não era amplamente disponível.
Alguns anos atrás, os irmãos recuperaram a ideia de seus pais, que havia sido arquivada nos anos 70, e fecharam um acordo com a Foxmind, empresa de jogos de Montreal.
O brinquedo foi reformulado como um jogo em que os jogadores se revezam para empurrar as bolhas e tentam evitar empurrar a última bolha.
Lançado em 2014, o brinquedo acabou sendo comprado pela loja americana, Target em 2019.
"Eles começaram a vender um pouco mais, mas ainda nada muito fora do normal, até que alguém criou alguns vídeos no TikTok e no Youtube", conta Boaz.
"Tinha um clipe específico com um macaquinho que pressiona de um lado e depois gira e aperta do outro lado. Foi a essência da ideia que nossos pais pensaram. O vídeo teve 500 milhões de acessos", diz Boaz.